# اينار كارلسون
اينار كارلسون (بالسويدية: Einar Karlsson)‏ هو مصارع رياضي ولاعب كرة قدم سويدي، ولد في 1 سبتمبر 1908 في ستوكهولم في السويد، وتوفي بنفس المكان في 17 فبراير 1980.

## وصلات خارجية
- اينار كارلسون على موقع قاعدة بيانات المصارعة الدولية (الإنجليزية)
- اينار كارلسون على موقع أوليمبيديا (الإنجليزية)
- اينار كارلسون على موقع اللجنة الأولمبية السويدية (السويدية)